# Радоблє
Радоблє (словен. Radoblje) — поселення в общині Лашко, Савинський регіон, Словенія. Висота над рівнем моря: 239 м.